# Тырыкин, Николай Степанович
Никола́й Степа́нович Тыры́кин (19 декабря 1920, Фомичи, Вятская губерния — 9 марта 2001, Одесса) — помощник командира стрелкового взвода 267-го гвардейского стрелкового полка 89-й гвардейской Белогородско-Харьковской стрелковой дивизии 37-й армии Степного фронта, гвардии старший сержант. Герой Советского Союза.

## Биография
Родился 19 декабря 1920 года в деревне Фомичи (ныне — Котельнического района Кировской области) в крестьянской семье. Окончил 7 классов. С 1940 года жил в городе Свердловск, работал электромонтёром в жилищно-коммунальном отделе треста «Свердловскпромстрой».
В Красную Армию призван 8 апреля 1942 года. В боях с вражескими оккупантами участвовал под Сталинградом, Белгородом, Харьковом, на Днепре, под Одессой.
Помощник командира стрелкового взвода 267-го гвардейского стрелкового полка комсомолец гвардии старший сержант Николай Тырыкин в боях за село Келеберда Кременчугского района Полтавской области Украины 29 сентября 1943 года заменил выбывшего из строя командира стрелкового взвода и первым ворвался в село, уничтожив гранатами две вражеские пулемётные точки.
В числе первых гвардии старший сержант Н. С. Тырыкин с девятью бойцами переправился через реку Днепр, уничтожил пулемётный расчёт противников, чем обеспечил переправу своего подразделения на правый берег Днепра.
Указом Президиума Верховного Совета СССР «О присвоении звания Героя Советского Союза генералам, офицерскому, сержантскому и рядовому составу Красной Армии» от 22 февраля 1944 года за «образцовое выполнение боевых заданий командования при форсировании реки Днепр, развитие боевых успехов на правом берегу реки и проявленные при этом отвагу и геройство» удостоен звания Героя Советского Союза с вручением ордена Ленина и медали «Золотая Звезда».
После войны демобилизован. Член ВКП(б)/КПСС с 1947 года. Жил в Одессе, работал мастером производственного обучения в одесском профессионально-техническом училище № 3. Умер 9 марта 2001 года, похоронен в Одессе.

## Награды
- Герой Советского Союза (орден Ленина и медаль «Золотая Звезда»; 22.2.1944)[2][3],
- орден Отечественной войны 1-й степени (6.4.1985)[4],
- медали, в том числе:
  - «За боевые заслуги» (22.2.1943)[5].